# Fūka (manga)
Fūka (風夏? lett. "Vento estivo") è un manga scritto e disegnato da Kōji Seo, serializzato sulla rivista Weekly Shōnen Magazine di Kōdansha dal 12 febbraio 2014 al 4 aprile 2018. Un adattamento anime, prodotto da Diomedéa, è stato trasmesso in Giappone tra il 6 gennaio e il 24 marzo 2017.

## Personaggi
Yū Haruna (榛名 優?, Haruna Yū)
Doppiato da: Yūsuke Kobayashi
Fūka Akitsuki (秋月 風夏?, Akitsuki Fūka)
Doppiata da: Lynn
Fūka Aoi (碧井 風夏?, Aoi Fūka)
Koyuki Hinashi (氷無 小雪?, Hinashi Koyuki)
Doppiata da: Saori Hayami
Makoto Mikasa (三笠 真琴?, Mikasa Makoto)
Doppiato da: Sōma Saitō
Kazuya Nachi (那智 一矢?, Nachi Kazuya)
Doppiato da: Kazuyuki Okitsu
Sara Iwami (石見 沙羅?, Iwami Sara)
Doppiata da: Mikako Komatsu
Maya Haruna (榛名 麻耶?, Haruna Maya)
Doppiata da: Mikako Takahashi
Hibiki Haruna (榛名 響?, Haruna Hibiki)
Doppiata da: Saori Ōnishi
Chitose Haruna (榛名 知歳?, Haruna Chitose)
Doppiata da: Kaede Hondo
Tomomi (友美?)
Doppiata da: Yōko Hikasa

## Media

### Manga
Il manga, scritto e disegnato da Kōji Seo, è stato serializzato sulla rivista Weekly Shōnen Magazine di Kōdansha dal 12 febbraio 2014 al 4 aprile 2018. I vari capitoli sono stati raccolti in venti volumi tankōbon, pubblicati tra il 16 maggio 2014 e il 17 aprile 2018. La serie è pubblicata online in lingua inglese da Crunchyroll.

#### Volumi
| Nº | Data di prima pubblicazione | Data di prima pubblicazione | Data di prima pubblicazione |
| Nº | Giapponese                  | Giapponese                  |                             |
| -- | --------------------------- | --------------------------- | --------------------------- |
| 1  | 16 maggio 2014              | ISBN 978-4-06-395086-1      |                             |
| 2  | 17 luglio 2014              | ISBN 978-4-06-395133-2      |                             |
| 3  | 17 ottobre 2014             | ISBN 978-4-06-395223-0      |                             |
| 4  | 17 dicembre 2014            | ISBN 978-4-06-395272-8      |                             |
| 5  | 17 febbraio 2015            | ISBN 978-4-06-395320-6      |                             |
| 6  | 15 maggio 2015              | ISBN 978-4-06-395397-8      |                             |
| 7  | 17 luglio 2015              | ISBN 978-4-06-395439-5      |                             |
| 8  | 16 ottobre 2015             | ISBN 978-4-06-395517-0      |                             |
| 9  | 17 dicembre 2015            | ISBN 978-4-06-395564-4      |                             |
| 10 | 17 marzo 2016               | ISBN 978-4-06-395619-1      |                             |
| 11 | 17 maggio 2016              | ISBN 978-4-06-395671-9      |                             |
| 12 | 17 agosto 2016              | ISBN 978-4-06-395732-7      |                             |
| 13 | 16 dicembre 2016            | ISBN 978-4-06-395825-6      |                             |
| 14 | 17 gennaio 2017             | ISBN 978-4-06-395851-5      |                             |
| 15 | 17 marzo 2017               | ISBN 978-4-06-395892-8      |                             |
| 16 | 16 giugno 2017              | ISBN 978-4-06-395960-4      |                             |
| 17 | 15 settembre 2017           | ISBN 978-4-06-510190-2      |                             |
| 18 | 17 novembre 2017            | ISBN 978-4-06-510369-2      |                             |
| 19 | 16 febbraio 2018            | ISBN 978-4-06-510973-1      |                             |
| 20 | 17 aprile 2018              | ISBN 978-4-06-511242-7      |                             |

### Anime
Annunciato il 3 agosto 2016 su Weekly Shōnen Magazine, un adattamento anime, prodotto da Diomedéa e diretto da Keizō Kusakawa, è andato in onda dal 6 gennaio al 24 marzo 2017. Le sigle di apertura e chiusura sono rispettivamente Climber's High! di Manami Numakura e Watashi no sekai (ワタシノセカイ?) di Megumi Nakajima. In varie parti del mondo gli episodi sono stati trasmessi in streaming in simulcast da Crunchyroll.

#### Episodi
| Nº | Titolo italiano (traduzione letterale) Giapponese 「Kanji」 - Rōmaji | In onda          | In onda |
| Nº | Titolo italiano (traduzione letterale) Giapponese 「Kanji」 - Rōmaji | Giapponese       |         |
| 1  | Fūka! 「風夏！」 - Fūka!                                             | 6 gennaio 2017   |         |
| 2  | Prendi il volo! 「はばたけ！」 - Habatake!                           | 6 gennaio 2017   |         |
| 3  | Triangolo! 「トライアングル！」 - Toraianguru!                       | 13 gennaio 2017  |         |
| 4  | Live! 「ライブ！」 - Raibu!                                          | 20 gennaio 2017  |         |
| 5  | Compagno 「仲間」 - Nakama                                           | 27 gennaio 2017  |         |
| 6  | Koyuki Hinashi 「氷無小雪」 - Hinashi Koyuki                         | 3 febbraio 2017  |         |
| 7  | Esploso! 「大炎上！」 - Dai enjō!                                    | 10 febbraio 2017 |         |
| 8  | Top! 「トップ！」 - Toppu!                                           | 17 febbraio 2017 |         |
| 9  | Appuntamento! 「デート！」 - Dēto!                                   | 24 febbraio 2017 |         |
| 10 | Destino 「運命」 - Unmei                                             | 10 marzo 2017    |         |
| 11 | Band 「バンド」 - Bando                                              | 17 marzo 2017    |         |
| 12 | Fair Wind 「Fair wind」                                              | 24 marzo 2017    |         |

## Accoglienza
Il primo volume ha raggiunto il ventiseiesimo posto nella classifica settimanale dei manga più venduti di Oricon, con 64 879 copie vendute al 25 maggio 2014, mentre il secondo volume si è classificato diciottesimo e al 27 luglio 2014 ne sono state vendute 73 193 copie. Il terzo volume ha raggiunto la ventottesima posizione in classifica e al 26 ottobre 2014 ne sono state vendute 70 638 copie, mentre il quarto volume si posizionato ventesimo in classifica, con 51 164 copie vendute al 21 dicembre 2014.
Il volume 5 ha raggiunto la dodicesima posizione e al 22 febbraio 2015 ha venduto 62 771 copie; il sesto volume si è classificato quattordicesimo in classifica e ha venduto 69 659 copie al 24 maggio 2015; il volume 7 si è posizionato al diciassettesimo posto e al 26 luglio 2015 ha venduto 66 456 copie. L'ottavo volume è arrivato al venticinquesimo posto e al 25 ottobre 2015 ha venduto 61 372 copie, mentre il volume 9 si è posizionato alla medesima posizione, ma con 36 105 copie vendute al 20 dicembre 2015.